# Fred Ward
Frederick Ward, ameriški filmski igralec, * 30. december 1942, San Diego, † 8. maj 2022.

## Filmografija
- 1979: Escape from Alcatraz
- 1985: Remo Williams
- 1989: Tremors
- 1990: Henry & June (eden pomembnejših filmov leta 1990)
- 1993: Short Cuts (dobitnik Zlatega globusa)
- 1995: Tremors 2
- 2000: Road Trip
- 2002: Sweet Home Alabama
- 2006: These Woods (v izdelavi))
- 2008: Management
- 2008: Exit Speed
- 2009: The Wild Stallion
- 2009: Armored
- 2009: Farewell
- 2011: 30 Minutes or Less
- 2013: 2 Guns